# Eupatorium kupperi
Eupatorium kupperi là một loài thực vật có hoa trong họ Cúc. Loài này được Suess. mô tả khoa học đầu tiên năm 1942.